# Natalya
Natalie Katherine "Nattie" Neidhart-Wilson (* 27. května, 1982) je kanadsko-americká modelka a profesionální wrestlerka. Aktuálně pracuje pro WWE v pořadu RAW pod jménem Natalya.
Natalie je dítě legendární wrestlerské rodiny Hartových. Trénovaly ji její strýčkové Ross a Bruce Hartovi. V letech 2000 a 2001 pracovala pro společnost Matrats a to předtím, než v roce 2003 debutovala v Stampede Wrestling. Mezi lety 2004 a 2005 zápasila v Spojeném královstvín a v Japonsku pod jménem Nattie Neidhart. V červnu 2005 vyhrála ženský titul Stampede Pacific a v říjnu 2006 i šampionát SuperGirls.
V lednu 2007 podepsala smlouvu s WWE a byla přidělena do střediska Deep South Wrestling a později do Ohio Valley Wrestling a Florida Championship Wrestling (FCW). Při svém působení ve FCW dělala manažerku svému bratranci, DH Smithovi a příteli TJ Wilsononovi. V hlavním rosteru debutovala v dubnu 2008 kde se spojila s Victorií. Další rok byla přesunuta do ECW a stala se manažerkou debutujícího Tysona Kidda. Později se tito dva připojili k Davidovi Hartovi Smithovi a vytvořili The Hart Dynasty. Společně debutovali ve SmackDownu. V dubnu 2010 vyhráli Hart Dynasty Unified WWE Tag Team Championship a byli přesunuti do Raw. V září se Natalya rozhodla zápasit sama za sebe, což se jí vyplatilo a v listopadu se stala šampionkou Divas. V dubnu roku 2011 se vrátila do Smackdownu.

## Osobní život
Natalie je dcera wrestlera Jima "The Anvil" Neidharta a Ellie Hartové, která je dcera Stu Harta, takže je třetí generací Hartovy rodiny. Má dvě sestry; nejstarší je Jennifer, šéfkuchařka a gurmánka, mladší je Kristen (přezdívána "Muffy"). Neidhartová označuje svého dědečka, Stu, za svého idola. Její bratranci Harry Smith a Teddy Hart jsou také wrestleři. S Harrym jsou dobří přátelé, vyrůstali nějakou dobu společně. Od listopadu 2001 má Natalie vztah s Tysonem Kiddem. Po podepsání smlouvy s WWE pracovala chvíli v restauraci, aby doplnila své příjmy.
Chodila na střední školu Vincenta Masseye. Nattie vlastní dům v Calgary ale bydlí v Tampě na Floridě. Je vyškolená v bojovém umění Jiu-jitsu.

## Ve wrestlingu
Zakončovací chvaty
- Sharpshooter

Jako manažerka
- TJ Wilson / Tyson Kidd
- Harry Smith / DH Smith / David Hart Smith
- The Chickbusters (AJ a Kaitlyn)
- Beth Phoenix

Přezdívky
- "The Anvilette"
- "The Queen of Harts"
- "Nattie by Nature*

Theme songy
- "Cool Tweak" od Bryan New
- "Yeah Baby" od Jim Johnston (2008-2009)
- "New Foundation" od Jim Johnston (2009-současnost)
- "Glamazon" od Jim Johnston (používáno v době týmu Divas of Doom; 12. srpna 2011-17. února 2012)